# WWE Day 1 (2024)
PPV Day 1 (RAW: Day 1) — подія стала другим Day 1 від федерації реслінгу WWE та першою, що вийшла в ефір як спеціальний телевізійний випуск, в якому брали участь тільки бійці бренду Raw. Подія відбулась 1 січня 2024 року у Печанга Арена в місті Сан-Дієго, Каліфорнія, США та транслювалася в прямому ефірі як спеціальний епізод бренду Raw. 
Day 1 який був запланований на 2023 рік, був скасований через конфлікт з сервісом для трансляцій Peacock. А вже 11 грудня 2023 року в ефірі програми Raw було оголошено, що подія Day 1 буде відновлена для спеціального епізоду Raw, який вийде в ефір 1 січня 2024 року на телеканалі USA Network.

## Матчі
| №                                | Матчі                                                                                          | Тип матчу                                         | Час   |
| -------------------------------- | ---------------------------------------------------------------------------------------------- | ------------------------------------------------- | ----- |
| 1                                | Ная Джекс перемогла Беккі Лінч                                                                 | Одиночний матч                                    | 11:50 |
| 2                                | Кофі Кінгстон та Джей Усо перемогли Imperium (Джованні Вінчі, Людвіг Кайзер)                   | Командний матч                                    | 7:00  |
| 3                                | The Awesome Truth (Міз,Ар-Трус) перемогли The Judgment Day (Джей Ді МакДона, Домінік Містеріо) | Командний матч                                    | 7:30  |
| 4                                | Рія Ріплі (с) перемогла Айві Найл                                                              | Одиночний матч за Чемпіонство WWE серед жінок     | 13:00 |
| 5                                | Шейна Басслер та Зої Старк перемогли Теган Нокс та Наталію                                     | Командний матч                                    | 5:30  |
| 6                                | Сет Роллінс (с) переміг Дрю МакІнтайра                                                         | Одиночний матч за Чемпіонство світу у важкій вазі | 18:05 |
| (c) — чемпіон на момент поєдинку |                                                                                                |                                                   |       |